# Nephopterygia austeritella
Nephopterygia austeritella är en fjärilsart som beskrevs av Hans Georg Amsel 1965. Nephopterygia austeritella ingår i släktet Nephopterygia och familjen mott. Inga underarter finns listade i Catalogue of Life.